# Imst
Imst er en by i Østrig med omtrent 9.800 indbyggere. Byen er administrationsby for Bezirk Imst i delstaten Tyrol.
I 1949 grundlagde Hermann Gmeiner organisationen SOS Børnebyerne i Imst.